# New York Tribune Building
Het New York Tribune Building was een wolkenkrabber in New York. Het gebouw werd ontworpen door Richard Morris Hunt. In 1874 werd met de bouw begonnen en het was voltooid in 1875. Het Tribune Building was een van de eerste hoogbouwgebouwen met liften en een vroege wolkenkrabber. Het was in die tijd het op één na hoogste gebouw in New York. Het maakte deel uit van de voormalige News Paper Row. Het stond in Lower Manhattan vlak bij de Brooklyn Bridge. Het werd in 1966 gesloopt.

## Geschiedenis
De New York Tribune was een van de belangrijkste dagbladen van het land en in 1872 werd besloten om een nieuw hoofdkantoor te bouwen. Op 24 januari 1874 werd met de bouw begonnen aan Park Row 89.  Het Western Union Telegraph Building (gesloopt in 1914) was ongeveer even hoog. Beide gebouwen worden beschouwd als 's werelds eerste wolkenkrabbers. De bouw was voltooid in april 1875. Het was het hoofdkantoor van de New York Tribune. Oorspronkelijk was het gebouw 79 meter hoog, inclusief klokkentoren. 
In 1907 voegde de Tribune tien verdiepingen toe aan het oorspronkelijke bakstenen gebouw, met een stalen frame, en breidde het gebouw oostwaarts uit met een uitbouw van twintig verdiepingen. De totale hoogte werd nu 102 meter. De klokkentoren werd afgebroken en bovenop het nieuwe verhoogde gebouw herbouwd. Het uitgebreide bouwwerk huisvestte ook het hoofdkantoor van de New York Public Service Commission. De New York Tribune verhuisde in april 1923 naar 40th Street. Op 1 mei 1935 werd het Tribune Theatre geopend, een bioscoop met 600 zitplaatsen in een verbouwde ruimte van het gebouw. De bioscoop vertoonde dubbelvoorstellingen en draaide voornamelijk overdag, aangezien het financiële en overheidsdistrict 's nachts vrijwel verlaten was. Het theater sloot in 1959 en werd in 1961 heropend en omgedoopt tot City Hall Cinema. Het theater werd in maart 1966 gesloten.
In mei 1966 kondigde Pace University aan dat het het Tribune Building zou slopen om plaats te maken voor 1 Pace Plaza, als onderdeel van een grootschalige herontwikkeling van het omliggende gebied. De Jay Demolition Company werd ingehuurd om het gebouw te vernietigen. Er ontstond zoveel stof tijdens het vernietigingsproces dat de Afdeling Gebouwen de sloopaannemer meerdere dagvaardingen stuurde wegens vervuiling. De bouw van 1 Place Plaza begon in december 1966.

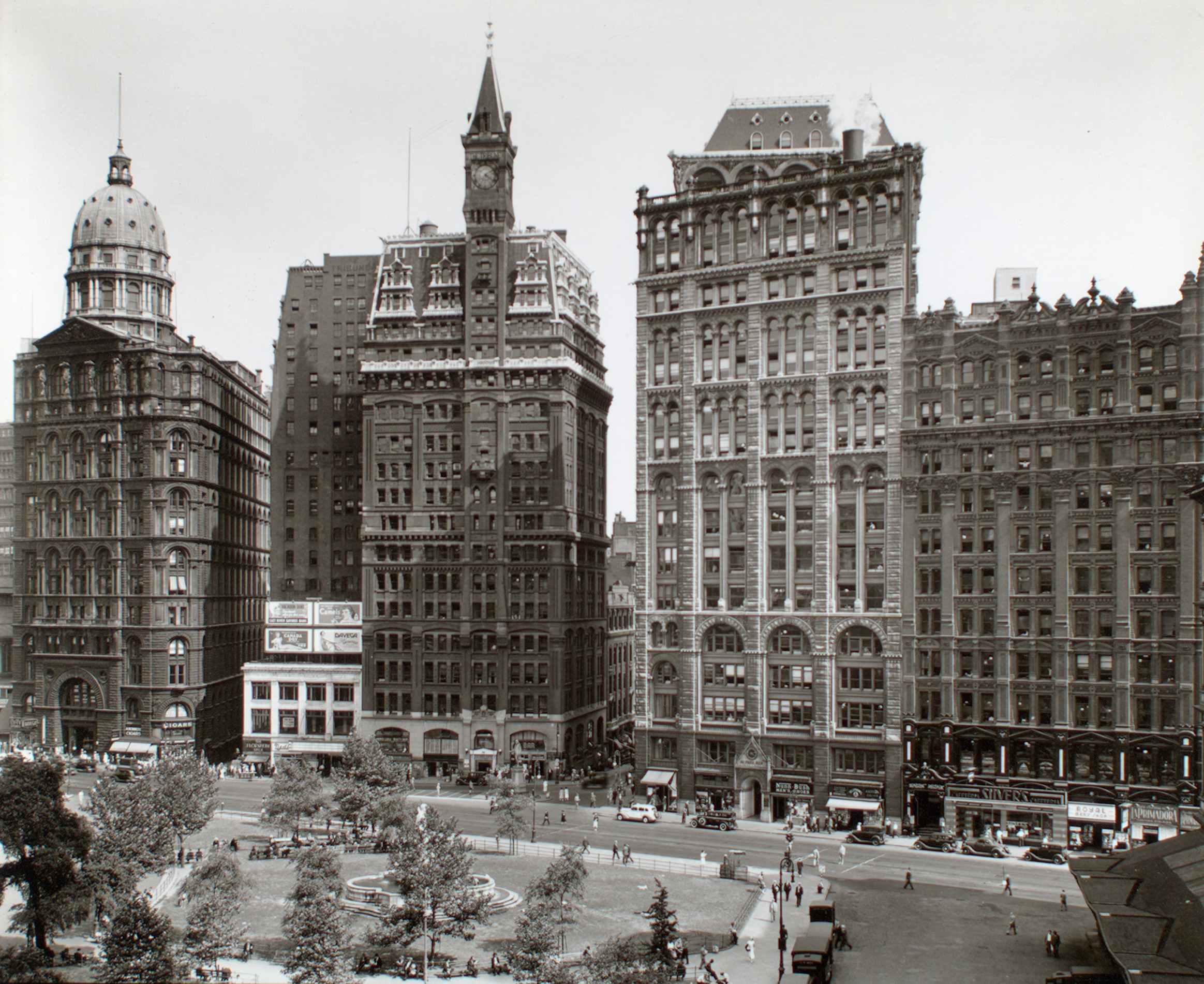
Newspaper Row met Tribune Building in 1936.